# مناورات ريمباك
مناورات ريمباك أو (بالإنجليزية: RIMPAC - Rim of The Pacific Maneuvers)‏ هي أكبر مناورة عسكرية بحرية دولية. تقام المناورة منذ عام 1971 مرة كل سنتين خلال شهري يونيو ويوليو من السنوات الزوجية في هاواي بالولايات المتحدة ويستضيفها وينظمها أسطول الولايات المتحدة في المحيط الهادئ. ووصل عدد الدول المشاركين بها حتى الآن إلى 22 دولة منها الولايات المتحدة الأمريكية وروسيا وأستراليا واليابان والهند وكندا.

## المناورات المنفذة
- ريمباك 1971 : أجريت أول مناورة بمشاركة كل من الولايات المتحدة وكندا وأستراليا.[2]
- ريمباك 2004 :
- ريمباك 2010 :
- ريمباك 2012 : جرت مناورة هذا العام في دورتها الثالثة والعشرين في الفترة من 11 يوليو إلى 02 أغسطس 2012, بمشاركة 45 سفينة من 22 بلدا في منطقة هاواي وشاركت فيها روسيا لأول مرة بعد أن كان مراقبون من أسطول المحيط الهادي الروسي فقط يحضرون سابقا فيها.[2]
- ريمباك 2014 :[8]